# Eisenia fetida
Eisenia fetida (oude spelling: Eisenia foetida) is een regenworm uit het geslacht Eisenia die ook gekend als de mestworm, compostworm of tijgerworm. Deze is oorspronkelijk afkomstig uit het Palearctisch gebied maar heeft zich met de mens verspreid over de rest van de wereld, al dan niet met opzet. De wormen worden aangetroffen in mest, composthopen, onder vochtige plantenresten en stenen, en in bodems die rijk zijn aan organisch materiaal. Ze leven niet zo diep in de bodem als een gewone regenworm. Hun gemiddelde levensduur is 1 tot 2 jaar. De wormen worden meestal niet langer dan 70 mm en hebben 80 tot 110 segmenten. Ze worden gebruikt bij het composteren en ze worden ook gekweekt als visaas.
E. fetida en Eisenia andrei (Andre 1963) worden beschouwd als representatieve vertegenwoordigers van bodemfauna en regenwormen in het bijzonder, en worden gebruikt in testmethoden voor de beoordeling van effecten van chemische stoffen op de bodemfauna; een daarvan is de "voortplantingstest met regenwormen".